# Kärrnäva
Kärrnäva (Geranium palustre) är en växtart i familjen näveväxter. 